# Dyga
Dyga – rzeka, prawy dopływ Pilicy o długości 25,53 km. 
Płynie przez miejscowość Ksawerów Nowy, na wschód od Ksawerowa Starego przepływa pod drogą krajową nr 48. Potem skręca na zachód, a następnie, zataczając szeroki łuk i mijając po drodze wieś Pokrzywna, meandruje w kierunku północno-wschodnim, by w okolicach wsi Biała Góra wpaść do Pilicy.